# (100130) 1993 RD3
(100130) 1993 RD3 es un asteroide perteneciente al cinturón de asteroides, descubierto el 12 de septiembre de 1993 por Eleanor F. Helin desde el Observatorio del Monte Palomar, Estados Unidos.